# Enciclopédia Católica

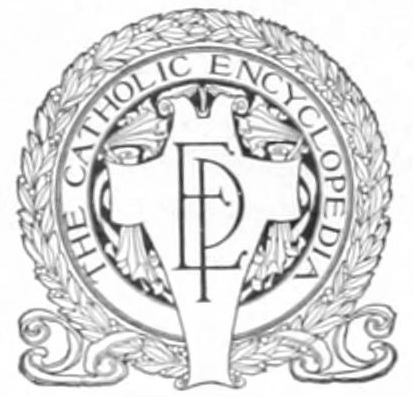
Logo ex-líbrica da Enciclopédia Católica

A Enciclopédia Católica: Um trabalho de referência internacional sobre a Constituição, Doutrina, Disciplina, e História da Igreja Católica (do inglês The Catholic Encyclopedia: An International Work of Reference on the Constitution, Doctrine, Discipline, and History of the Catholic Church), também referida como Antiga Enciclopédia Católica e Enciclopédia Católica Original, é uma enciclopédia em inglês publicada no Estados Unidos. O primeiro volume apareceu em março de 1907 e os últimos três volumes em 1912, seguindo-se um volume mestre de índices, em 1914, e mais tarde volumes suplementares. Foi projetada para "dar aos seus leitores a informação completa e autorizada sobre o ciclo de interesses católicos, sua ação e doutrina".

## História
Os trabalhos na formulação da Enciclopédia Católica se iniciaram em 11 de janeiro de 1905 com a supervisão de cinco editores:
- Charles G. Herbermann, professor de latim e bibliotecário do College of the City of New York.
- Edward A. Pace, professor de filosofia da Universidade Católica dos Estados Unidos (Catholic University of America) em Washington
- Condé B. Pallen, editor.
- Thomas J. Shahan, professor de história eclesiástica da Universidade Católica dos Estados Unidos.
- John J. Wynne, jesuíta e editor do The Messenger.

A primeira edição foi impressa inicialmente por Robert Appleton Company (RAC), empresa criada para esse fim. Os volumes saíram sequencialmente: os dois primeiros em 1907 e os três últimos em 1912:
| Volume | Nomes                  | Ano da 1a. publicação. | Editor chefe              |
| ------ | ---------------------- | ---------------------- | ------------------------- |
| 1      | Aachen–Assize          | 1907                   | Charles George Herbermann |
| 2      | Assize–Brownr          | 1907                   | Charles George Herbermann |
| 3      | Brow–Clancy            | 1908                   | Charles George Herbermann |
| 4      | Cland–Diocesan         | 1908                   | Charles George Herbermann |
| 5      | Diocese–Fathers        | 1909                   | Charles George Herbermann |
| 6      | Fathers–Gregory        | 1909                   | Charles George Herbermann |
| 7      | Gregory–Infallibility  | 1910                   | Charles George Herbermann |
| 8      | Infamy–Lapparent       | 1910                   | Charles George Herbermann |
| 9      | Laprade–Mass           | 1910                   | Charles George Herbermann |
| 10     | Mass–Newman            | 1911                   | Charles George Herbermann |
| 11     | New Mexico–Philip      | 1911                   | Charles George Herbermann |
| 12     | Philip–Revalidation    | 1911                   | Charles George Herbermann |
| 13     | Revelation–Simon Stock | 1912                   | Charles George Herbermann |
| 14     | Simony–Tournely        | 1912                   | Charles George Herbermann |
| 15     | Tournon–Zwirner        | 1912                   | Charles George Herbermann |